# Janowo (Rożental)
Janowo – przysiółek wsi Rożental w Polsce, położony w województwie pomorskim, w powiecie tczewskim, w gminie Pelplin.
W latach 1975–1998 przysiółek administracyjnie należał
a do województwa gdańskiego.